# Torri di San Marino

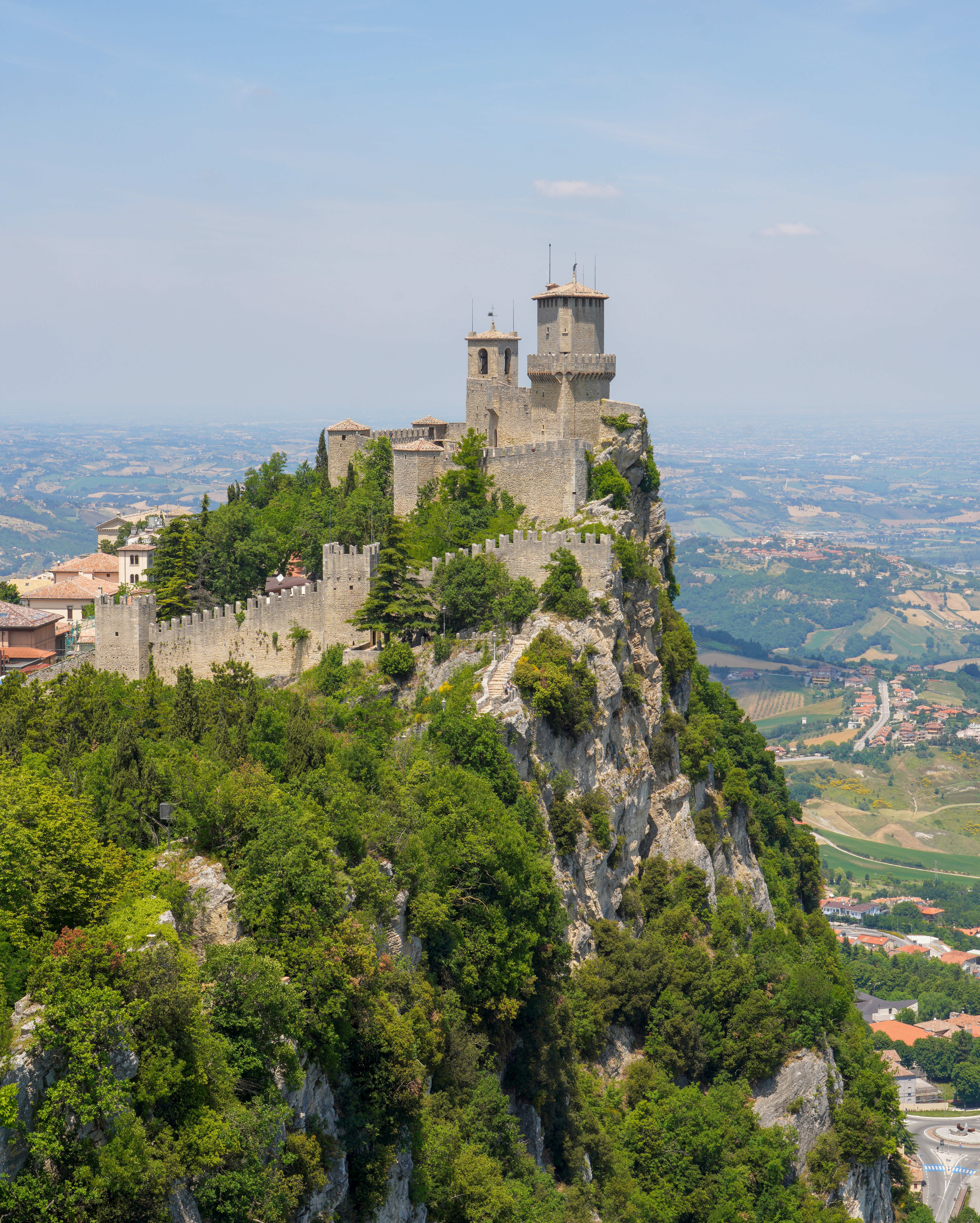
La torre Rocca o Guaita

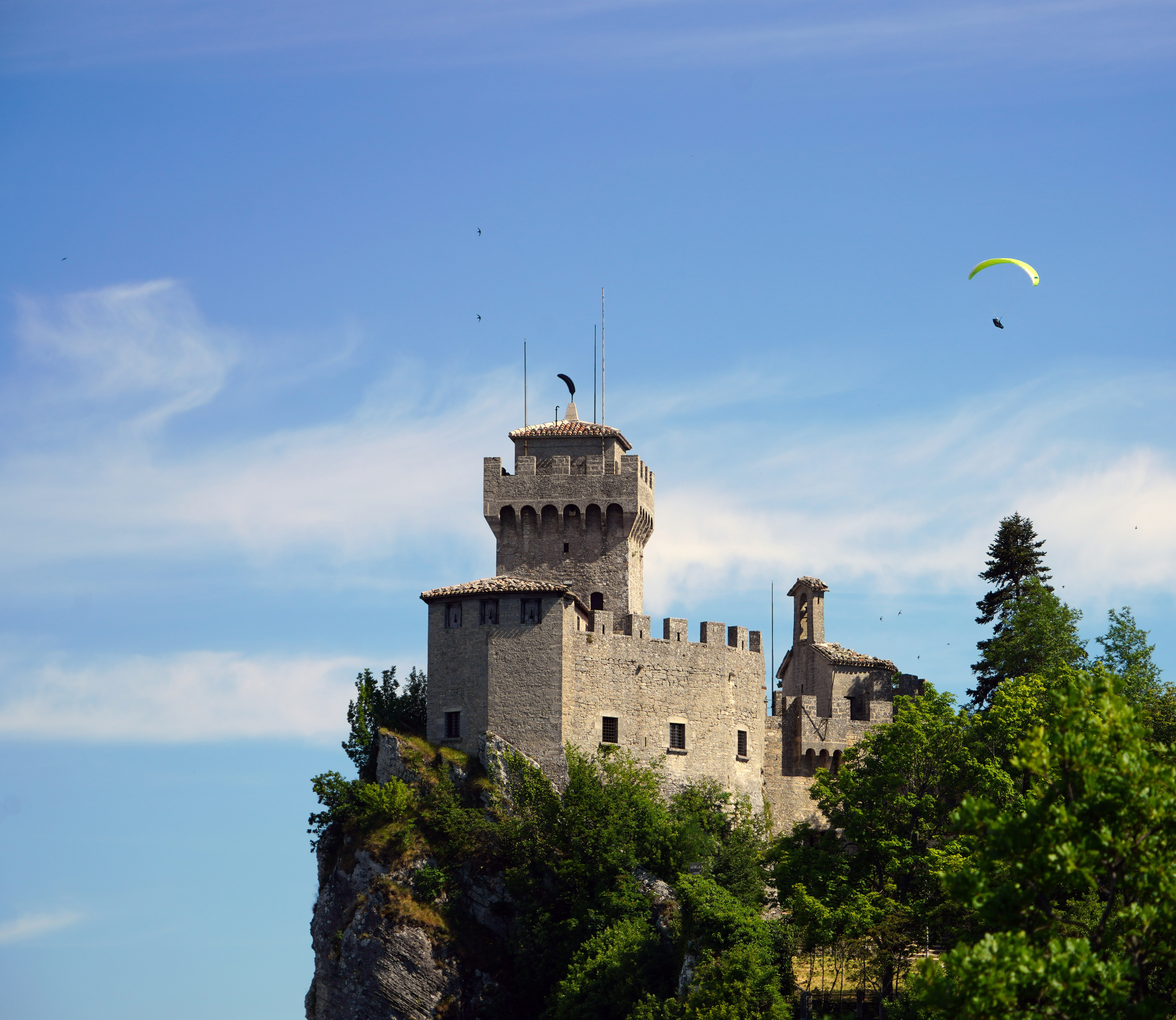
La torre Cesta o Fratta

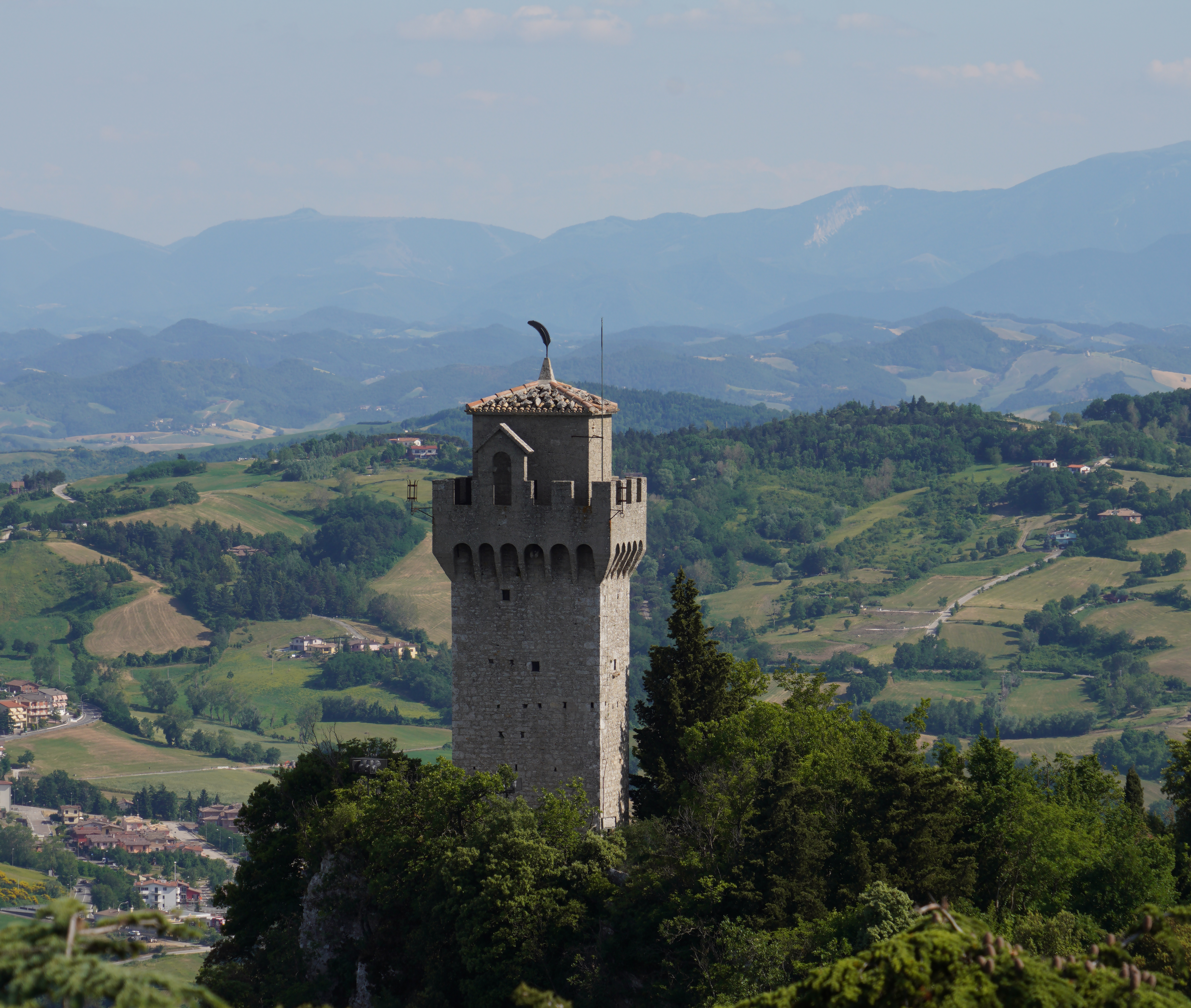
La torre detta "Il Montale"

Le Torri di San Marino sono tre torri che servivano alla Repubblica di San Marino per difendersi dagli attacchi dei Malatesta di Rimini, furono costruite nella città di San Marino, capitale della piccola Repubblica e sono documentate per la prima volta nel 1253.

## Descrizione

### La Rocca
La prima torre, chiamata Rocca o Guaita, domina sullo strapiombo del monte Titano ed è contornata dalla più antica delle tre cinte di mura che attorniano Città di San Marino e che ancora oggi sono visibili.

### La Cesta
La seconda torre, chiamata Cesta o Fratta sorge sul punto più alto del monte. La torre, quattrocentesca, è di forma pentagonale. Le stanze del corpo di guardia e del castellano sono attualmente occupate dal Museo delle armi antiche di San Marino, aperto al pubblico nel 1956.

### Il Montale
Il Montale, o “terza torre”, è la più piccola delle tre. All'interno c'è una prigione, detta fondo della torre, profonda otto metri a cui è possibile accedere soltanto dall'alto. Intorno al Montale si vedono grossi massi di roccia molto antichi, sovrapposti in modo primitivo a guisa di muri. Ebbe molta importanza durante le lotte contro i Malatesta. Attualmente è stata ristrutturata, tuttavia non è possibile entrarvi.

## Le Torri sulle monete sammarinesi
Le Torri sono raffigurate sulle monete euro sammarinesi da 50 centesimi della prima serie; nel valore 20 centesimi nella seconda serie.

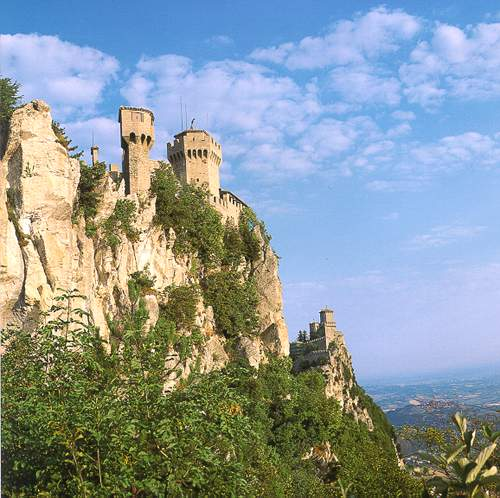
Le tre rocche sul monte Titano